# Патрокл (бухта)
Патрокл — бухта северного берега залива Петра Великого в городе Владивостоке, расположена между мысом Иродова и полуостровом Басаргина.
Бухта получила своё название в 1862 году в честь брига «Патрокл» под командованием Василия Бабкина.

## Характеристика
Растительный мир бухты представляет собой большое разнообразие трав и кустарников, среди деревьев преобладает дуб. Над бухтой возвышается покрытая лесом невысокая сопка, а на вершине стоит оборонительное укрепление 30-х годов девятнадцатого века.
Небольшой пляж, покрытый песком вперемешку с камнями, летом всегда пользуется популярностью горожан несмотря на таблички, запрещающие купание.
Рядом с бухтой Патрокл расположено пресноводное Безымянное озеро.
Бухта Патрокл часто окутана туманами, летом туман рассеивается лишь на несколько часов, а затем вновь укутывает землю.

## История
В начале 1930-х годов по приказу наркома обороны К. Е. Ворошилова 55-й авиаотряд на гидросамолётах МБР-2 перебазировался из Севастополя в район Владивостока и вошёл в состав Военно-воздушных сил Морских сил Дальнего Востока (ВВС МСДВ) и тогда на берегу бухты Патрокл возник гидроаэродром.
В 2007 году при подготовке к Саммиту АТЭС 2012 здесь планировалось возвести океанариум, но, в конечном итоге, было принято решение перенести его на остров Русский.

## Инфраструктура
Акватория и берега бухты Патрокл относятся к Первомайскому району.
На берегах бухты Патрокл расположены жилые дома улицы Басаргина, прогулочная зона «Леопардовая набережная».
Основные городские улицы в прилегающих микрорайонах — ул. Басаргина, Сочинская, Новороссийская, Архангельская и Североморская.
На берегу бухты находятся руины гидроаэродрома.